# Sarracénie
Sarracenia
Genre
Classification phylogénétique
Répartition géographique
Les Sarracénies ou Sarracènes (le genre Sarracenia) sont un genre de plantes à fleurs de la famille des Sarracéniacées. Ce sont des plantes carnivores originaires du sud-est des États-Unis et du Canada. Ce sont des « carnivores à pièges passifs » (sans mouvement mécanique). Ces pièges sont des feuilles modifiées en forme d'urne et protégées par une coiffe, sauf chez Sarracenia psittacina chez qui elle a disparu par soudure de ses bords. Le nom de la plante fait référence à Michel Sarrazin, chirurgien, médecin et naturaliste en Nouvelle-France.
Le jardin botanique du muséum d'histoire naturelle de Nantes a découvert en 2015 que des spécimens présents avaient capturé des frelons asiatiques ; n'étant pas sélectives et piégeant trop peu de frelons, ces plantes ne peuvent pas être utilisées dans un système de piégeage de masse, cependant des chercheurs vont étudier la molécule odorante qui attirerait ces frelons afin d'en produire un piège. 

## Description et caractères
L'examen de ces cornets montre qu'il s'agit de feuilles recourbées et soudées sur elles-mêmes et non des feuilles qui se sont creusées. À l'extrémité apicale, des glandes nectarifères sécrètent un suc qui attire les insectes et les drogue. L'intérieur du cône est souvent tapissé de petits poils inclinés vers le bas, de manière à empêcher la remontée des insectes.
Pour les sarracénies à urnes verticales, la coiffe ne sert pas à refermer le piège mais à éviter que l'eau n'y rentre. Chez Sarracenia minor elle empêche aussi les insectes de ressortir ce qui fait que les poils obliques sont absents. Chez Sarracenia purpurea, les urnes sont couchées et la coiffe facilite au contraire la récupération de l'eau de pluie. L'eau est nécessaire pour piéger par noyade les insectes et gastéropodes mais facilite également la digestion.
Les sarracénies produisent des fleurs qui apparaissent en général à partir de leur quatrième année, au printemps pour les précoces Sarracenia flava et Sarracenia oreophila, jusqu'au milieu de l'été pour Sarracenia minor et Sarracenia leucophylla.

## Espèces botaniques
Les espèces suivantes ont été identifiées et sont cultivées voire hybridées.

### Les espèces et sous espèces du genre
- Sarracenia alata
- Sarracenia flava
  - var. atropurpurea
  - var. cuprea
  - var. maxima
  - var. ornata
  - var. rubricorpora
  - var. rugelii
- Sarracenia leucophylla
- Sarracenia minor
- Sarracenia oreophila
- Sarracenia psittacina

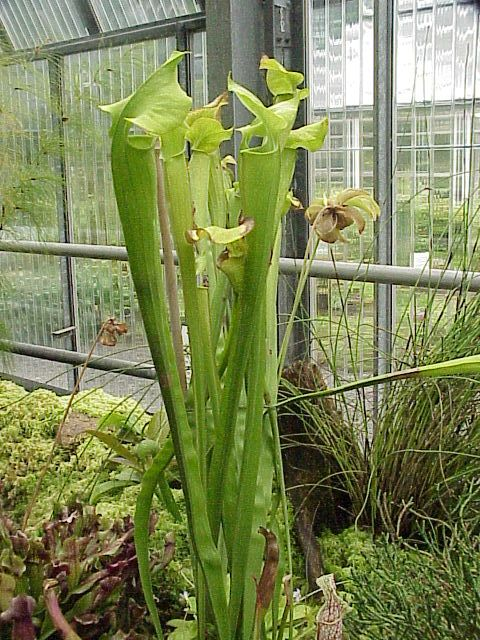
Sarracenia flava.

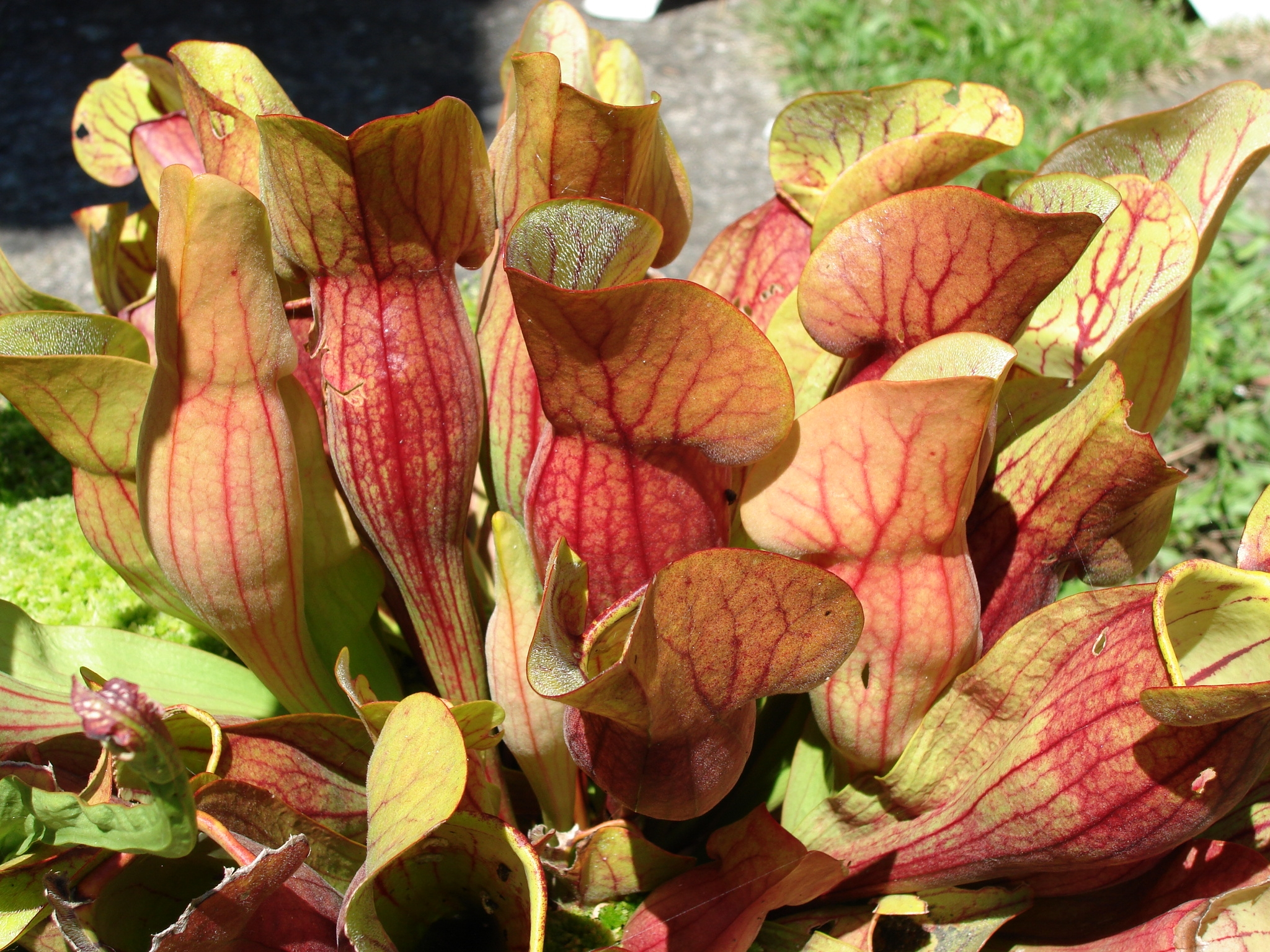
Sarracenia purpurea.

- Sarracenia purpurea — sarracénie pourpre
  - subsp. heterophylla
  - subsp. venosa
    - var. burkii
    - var. montana
- Sarracenia rubra
  - subsp. alabamensis
  - subsp. gulfensis
  - subsp. jonesii
  - subsp. wherryi

### Leur répartition géographique

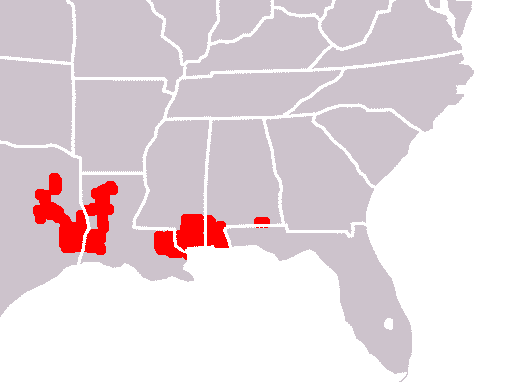
Sarracenia alata
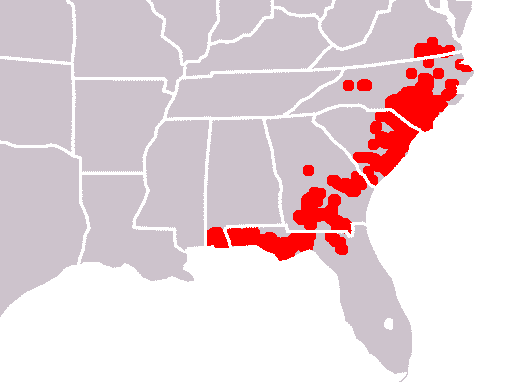
Sarracenia flava
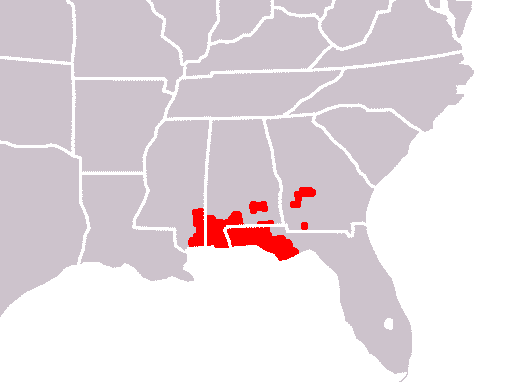
Sarracenia leucophylla
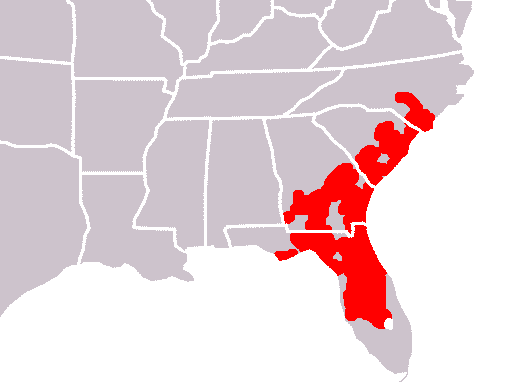
Sarracenia minor
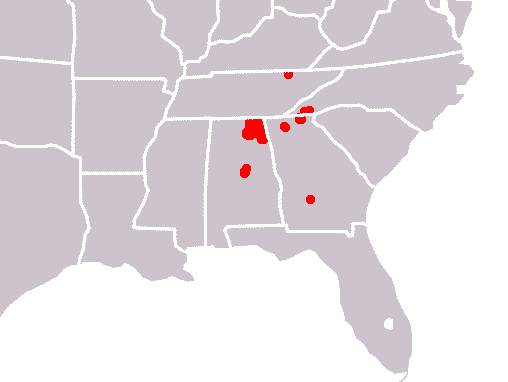
Sarracenia oreophila
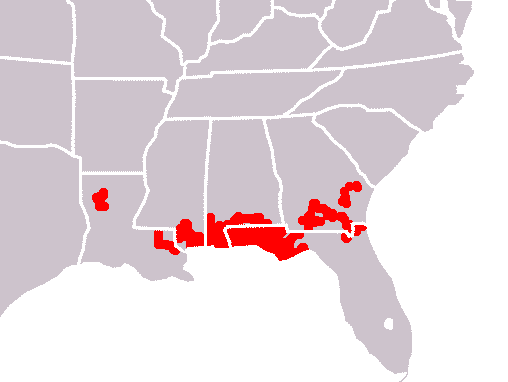
Sarracenia psittacina
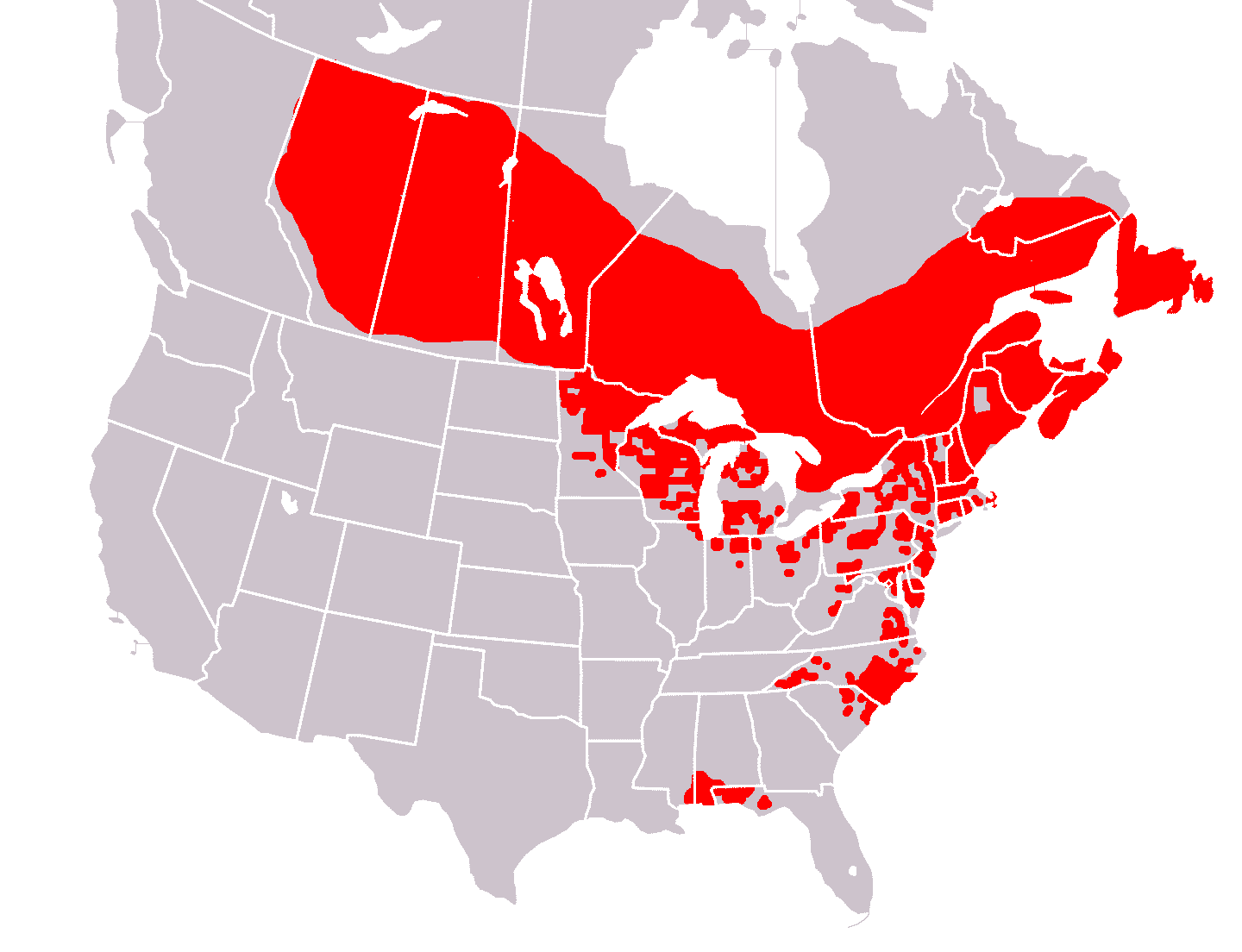
Sarracenia purpurea
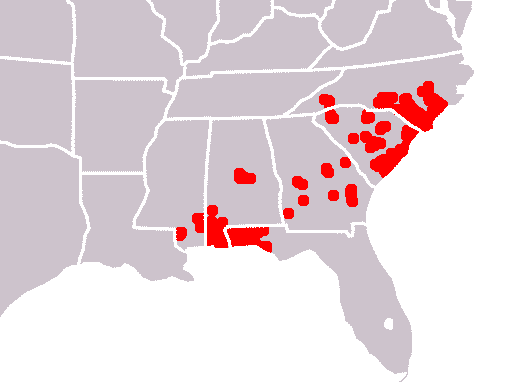
Sarracenia rubra

## Les hybrides
Toutes les sarracénies s'hybrident entre elles et les résultats sont eux-mêmes interféconds à l'infini, ce qui donne des pièges de forme intermédiaire quelquefois curieux et assez souvent moins efficaces.

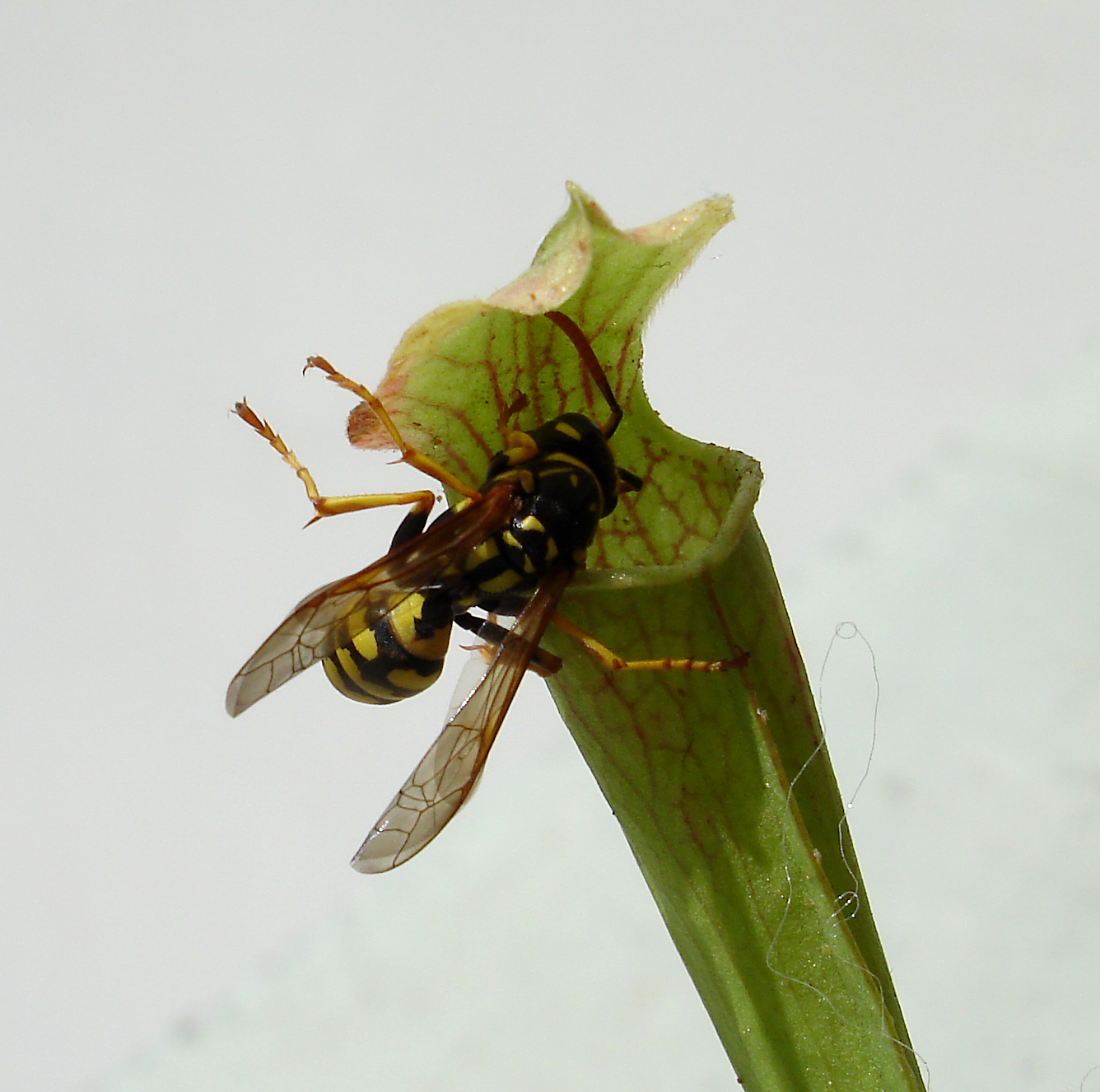
Guêpe sur un piège de Sarracenia.

- Sarracenia × ahlesii (S. alata × S. rubra)
- Sarracenia × areolata (S. alata × S. leucophylla)
- Sarracenia × catesbaei (S. flava × S. purpurea)
- Sarracenia × chelsonii (S. rubra × S. purpurea)
- Sarracenia × courtii (S. purpurea × S. psittacina)
- Sarracenia x evendine [S. leucophylla x (S. flava x S. purpurea)][4] c'est-à-dire (S. leucophylla x S.× catesbaei)
- Sarracenia × excellens (S. leucophylla × S. minor)[5]
- Sarracenia × exornata (S. alata × S. purpurea)
- Sarracenia × farnhamii (S. rubra × S. leucophylla)
- Sarracenia × formosa (S. minor × S. psittacina)
- Sarracenia × gilpinii (S. rubra × S. psittacina)
- Sarracenia × harperi (S. flava × S. minor)
- Sarracenia x Juthatip Soper [(S. leucophylla x S. purpurea) x S. leucophylla pink][6]  c'est-à-dire (S. mitchelliana x S. leucophylla pink)
- Sarracenia × miniata (S. alata × S. minor)
- Sarracenia × mitchelliana (S. purpurea × S. leucophylla)
- Sarracenia × mooreana (S. oreophila × S. leucophylla)
- Sarracenia × moorei (S. flava × S. leucophylla)
- Sarracenia × popei (S. flava × S. rubra)
- Sarracenia × psittata (S. psittacina × S. alata)
- Sarracenia × rehderi (S. minor × S. rubra)
- Sarracenia × stevensii (S. flava × S. purpurea)
- Sarracenia × swaniana (S. purpurea × S. minor)[7]
- Sarracenia × umlauftiana (S. leucophylla × S. purpurea × S. psittacina)
- Sarracenia × willisii (S. purpurea × S. flava × S. psittacina)
- Sarracenia × wrigleyana (S. psittacina × S. leucophylla)

Les hybrides Sarracenia x evendine et  Sarracenia x Juthatip Soper, conservent notamment la particularité
d’émettre de nouvelles urnes en automne ; celles-ci persistent et restent actives jusqu’à l’apparition des nouvelles urnes en mai. Ces hybrides ont été étudiées au jardin botanique du muséum d'histoire naturelle de Nantes pour leur aptitude à piéger de façon sélective les frelons asiatiques.